# E.vox
e.vox je česká poradenská firma, působící v oboru marketingové komunikace. Zabývá se vztahy s veřejností a vytvářením textů, působí také jako vydavatel. Také dobrovolnicky pomáhá neziskovým organizacím.

## Vznik a klíčové služby
Firmu v říjnu 2000 založili Zdeněk Fekar a Zdeněk Löbl. Původní náplní mělo být poskytování informačních služeb na internetu. V březnu 2008 agentura začala zastupovat britskou sázkovou kancelář Unibet a od té doby se věnuje vztahům s veřejností, vytvářením textů, přímému marketingu a dalším komunikačním disciplínám. Kromě mediálního zastupování firem provozuje také online službu Tiskovázpráva.online.

## Vydavatelské a kulturní aktivity
Až do roku 2007 byl e.vox servisní společností literárního časopisu Tramvaj Načerno a také držitelem licence tištěného vydání. V roce 2019 začala vydávat golfový magazín HrejGolf.cz, který na jaře 2021 převzala polská firma BogiGolf. V roce 2016 vytvořila několik kulturních programů pod hlavičkou ArtBAR včetně červnového pilotního dílu talk show 2 deci Zory Šimůnkové.

## Podpora dobrovolnictví
V roce 2010 začala agentura spolupracovat s Nadačním fondem Mi Mundo, který se zaměřoval na pomoc dětem s poruchami autistického spektra a mentální retardací zejména v zemích třetího světa. Od roku 2016 pomáhá s newslettery pacientské organizaci žen s rakovinou prsu Mamma HELP. V září téhož roku byla agentura spoluzakladatelem Nadačního fondu Toník, jehož posláním je podpora dětí, kterým zdravotní nebo finanční důvody jejich nebo rodiny brání žít plnohodnotný společenský život. Pro Nadační fond Toník firma zajišťuje vztahy s veřejností a marketing.